# سعيد فاروق التركي
سعيد فاروق التركي (مواليد 27 سبتمبر 1943) هو رياضي سعودي في رمي القرص مثّل بلاده خلال الألعاب الأولمبية الصيفية 1972 التي أُقيمت في ميونخ بألمانيا.

## المشاركة الأولمبية

### ميونح 1972
رمي القرص رجال
| الرُّتية | اسم الرياضي         | الجنسية       | المجموعة | أفضل نتيجة | الرمية الأولى | الرمية الثانية | الرمية الثالثة |
| ------ | ------------------- | ------------- | -------- | ---------- | ------------- | -------------- | -------------- |
| 1      | لودفيك دانوك        | تشيكوسلوفاكيا | B        | 64.32      | 64.32         | p              | p              |
| 2      | جورما رين           | فنلندا        | B        | 62.02      | 62.02         | p              | p              |
| 3      | غيزا فيرجر          | المجر         | B        | 61.58      | 61.58         | p              | p              |
|        |                     |               |          |            |               |                |                |
| 27     | هييمو راينيتزر      | النمسا        | B        | 52.56      | x             | 52.32          | 52.56          |
| 28     | سعيد فاروق التركي   | السعودية      | A        | 33.78      | x             | 33.78          | x              |
| -      | أرماندو دي فينسنتيس | إيطاليا       | A        | NM         | x             | x              | x              |

مرجع:

## وصلات خارجية
- سعيد فاروق التركي على موقع أوليمبيديا (الإنجليزية)